# Abbazia di Ferrières
L'abbazia dei Santi Pietro e Paolo di Ferrières (in francese: abbaye Saint-Pierre-et-Saint-Paul de Ferrières) è un'abbazia di Ferrières-en-Gâtinais, nel dipartimento del Loiret, fondata in epoca carolingia.